# Reperforator

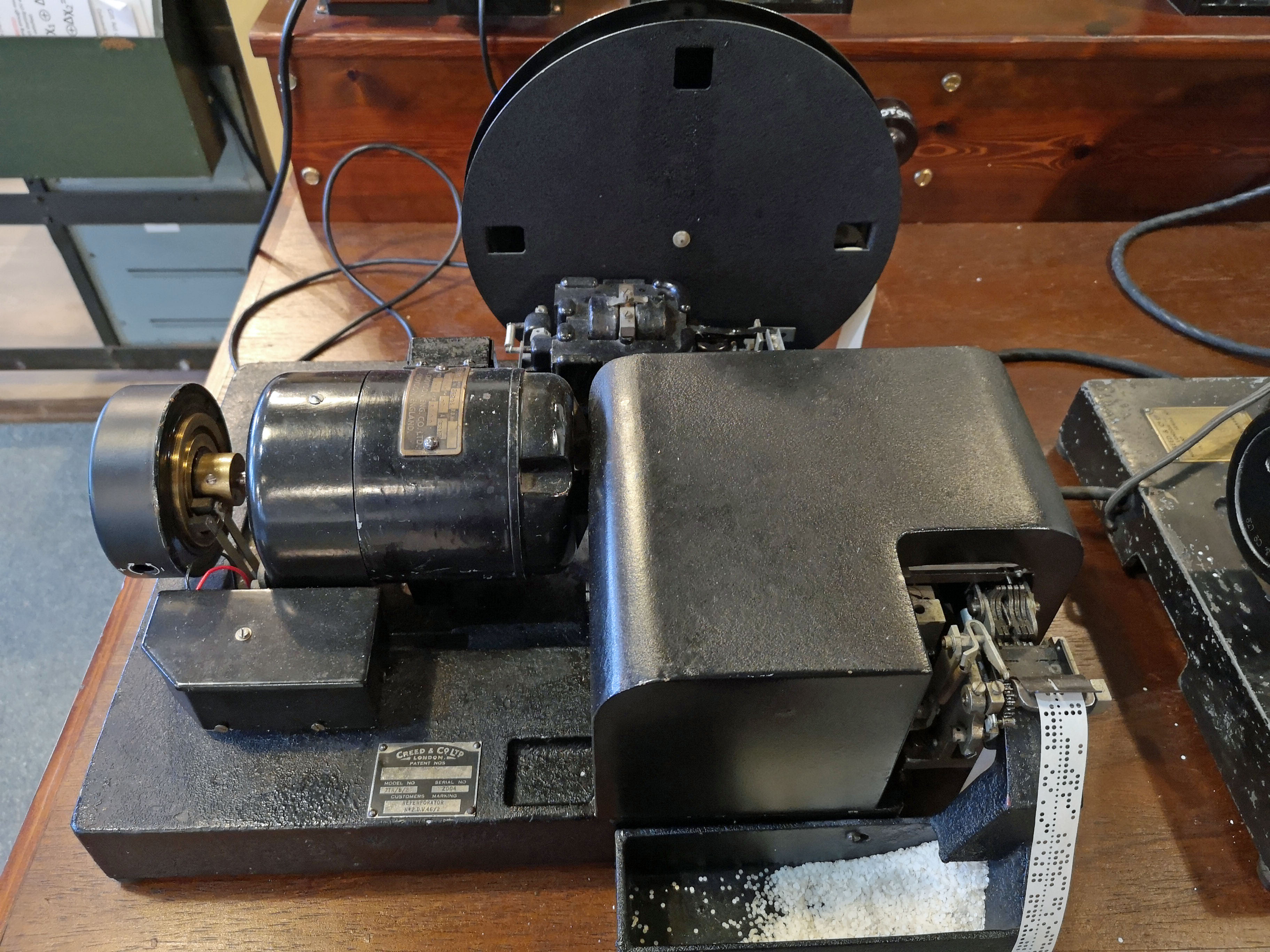
Reperforator Modell 7TR‑B‑2 der Firma Creed & Company (Exponat im TNMoC)

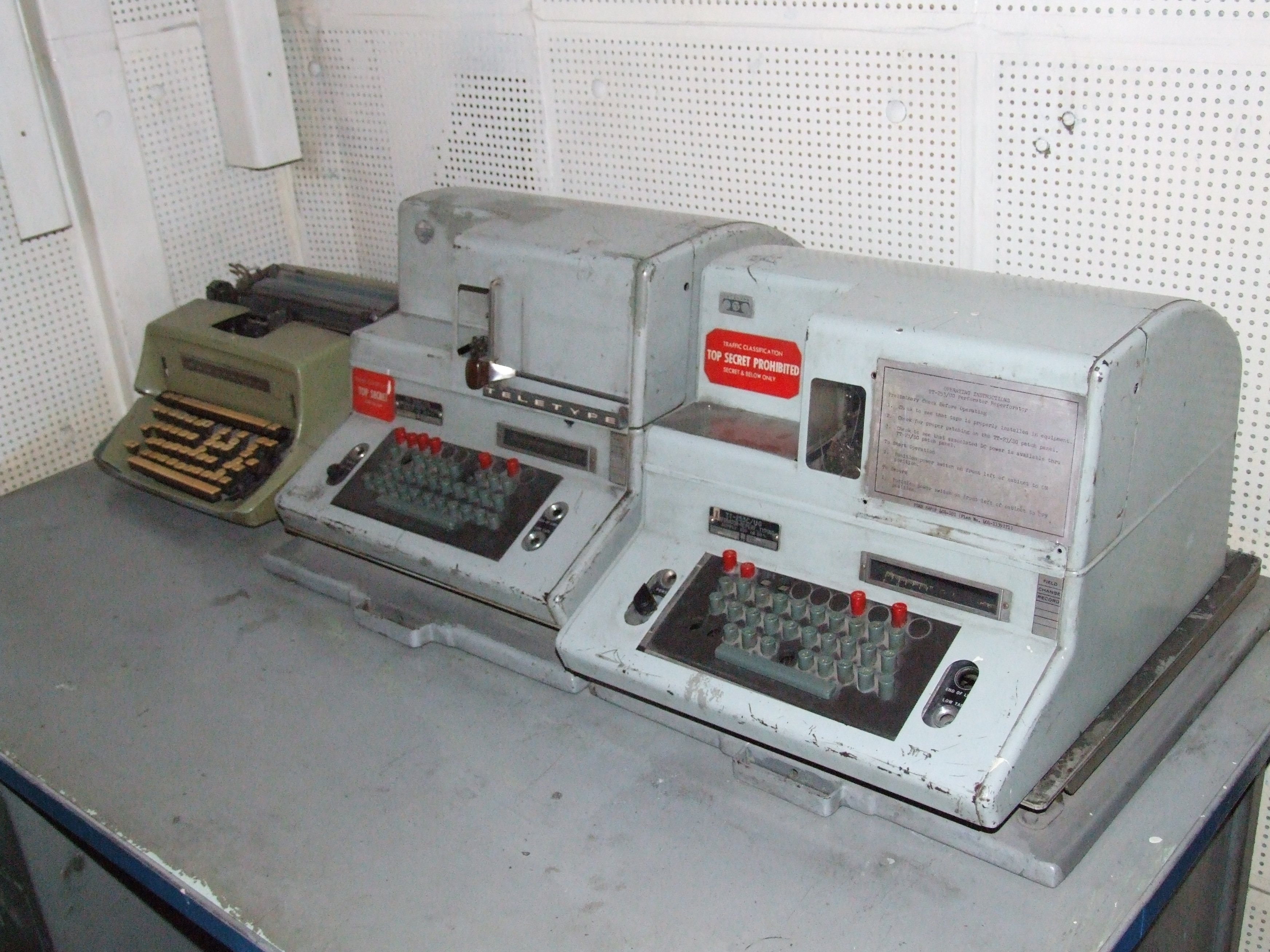
Zwei Reperforatoren Typ TT‑253/UG auf der USS Pueblo

Als Reperforator (deutsch wörtlich: „Wieder-Durchbohrer“) wurde ein Gerät bezeichnet, das eine gesendete Fernschreib-Nachricht empfängt und damit entsprechend einen Lochstreifen stanzt, um anschließend diese Nachricht erneut senden zu können. Eine im Englischen übliche Abkürzung ist reperf.
Reperforatoren wurden in den Jahrzehnten um die Mitte des 20. Jahrhunderts (etwa 1920–1970), für Morsebetrieb auch schon davor, weltweit von diversen Herstellern gefertigt, darunter Firmen wie die amerikanische Teletype, die britische Creed und die deutsche Siemens.
Neben der üblichen Anwendung zur kurzzeitigen Speicherung, Aufbereitung und Weiterversendung von Fernschreiben, die als Klartexte zumeist im Baudot-Murray-Code verarbeitet wurden, beispielsweise im britischen Postamt, dem General Post Office (GPO), dienten Reperforatoren auch als Hilfsgeräte bei der 
Verschlüsselung und Entschlüsselung von Geheimtexten (siehe auch: Kryptologische Mischer).
Ein Beispiel ist deren Einsatz auf der USS Pueblo, dem weltweit einzigen Schiff der US‑Marine, das sich in Händen einer fremden Macht befindet. Es ist Teil der Ausstellung Gedenkstätte für den Vaterländischen Befreiungskampf in Pjöngjang, und die Perforatoren sind dort zu sehen (Bild rechts). Weitere Exponate gibt es in Museen wie dem The National Museum of Computing (TNMoC) in Bletchley Park (Bild oben).
Eine besondere Ausführungsform stellen druckende Reperforatoren dar (englisch printing reperforators). Dabei enthält das Gerät zusätzlich ein mechanisch angetriebenes Druckwerk, mit dem der Text in direkt lesbarer Form ausgegeben wird (siehe auch: Video unter Weblinks).